# Cuora amboinensis
Cuora amboinensis é uma tartaruga de caixa, originária da Ásia, designadamente da Malásia e Indonésia.
A Cuora amboinensis habita zonas pantanosas, leitos de rios, riachos lentos, águas calmas pouco profundas e é considerada a mais aquática de todas as tartarugas do género Cuora.
Trata-se de uma tartaruga omnívora, que não hiberna, com um ciclo de reprodução não definido ao longo do ano e que tem a particularidade de se fechar em torno da sua carapaça, daí a designação de tartaruga de caixa.
Trata-se de uma tartaruga muito bonita, bastante utilizada como animal de estimação, sobretudo na Europa e EUA, com a carapaça negra, plastrão bege com manchas escuras e a cabeça e pescoço também negros mas com riscas longitudinais de um amarelo muito vivo. Tem uma esperança de vida que pode atingir os quarenta anos, ficando definida a maturidade sexual ao fim de 4 ou 5 anos de vida.
Infelizmente, esta espécie encontra-se no Anexo II da Convenção CITES, muito por força das capturas massivas intencionais efectuadas no continente asiático, tanto para efeitos de alimentação, como para colocação no mercado internacional como animais de estimação.